# هل

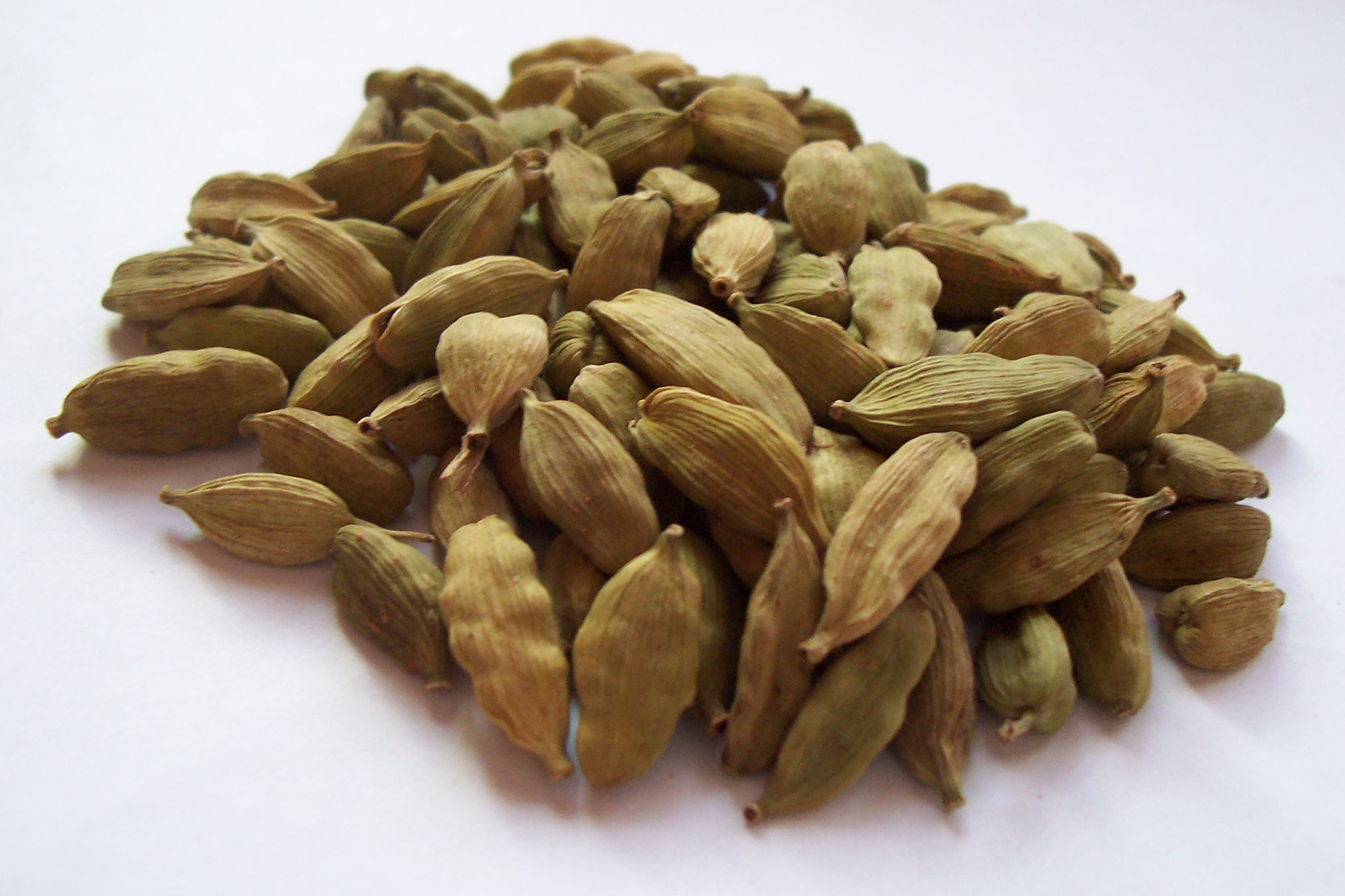
دانه‌های تازه خشک‌شده هل

هِل میوه‌ای کوچک به اندازه بند انگشت با پوست تیره و دانه‌های خوشبو است. هل، میوه گیاهی از تیره زنجبیل‌هاست و انواع مختلفی شامل هل سیاه، هل سفید و هل سبز دارد که نوع سبز آن عطر تندتری دارد.
هل یکی از چاشنی‌های معطر مورد استفاده در بعضی از غذاها، نان‌ها، شیرینی‌ها و به‌خصوص مرباها و طعم‌دهنده بعضی نوشیدنی‌ها مثل چای است. هندی‌ها و پاکستانی‌ها و جنوب بلوچستان ایران بیشترین مصرف‌کننده‌های هل در جهان هستند.
از دانه‌های این میوه یا پودر آن به عنوان ادویه، در خوراک‌ها استفاده می‌شود؛ که یکی از محبوب‌ترین استفاده‌های آن در ایران، در چای و دمنوش است. معمولاً دانه‌های هل را همراه با چای دم می‌کنند و در کنار قند یا نبات (برای شیرین کردن آن) سرو می‌کنند.

## خواص درمانی
هل از نظر طب قدیم ایران گرم و خشک است. مطابق این نظر جویدن دانه‌های هل پس از صرف غذا ضمن کمک به هضم و گوارش بهتر غذا، می‌تواند بوی نامطبوع دهان را نیز خنثی کند. مصرف دم‌کرده آن مفرح، مقوی معده لطیف و بادشکن است.
دانه‌های هل خواص گرمابخشی داشته و معده و روده‌ها را تقویت می‌کنند. هل اشتها را تحریک می‌کند و عمل گوارش غذا را بهبود می‌بخشد.

نوشیدن دم کردهٔ داغ آن موجب تسکین کولیت، سوءهاضمه، نفخ، حالت تهوع و بی‌حالی شده و مانع ترشح زیاد اسید معده می‌شود.
یکی از خواص ویژه و بسیار ارزشمند هل، جلوگیری از تشکیل خلط در گلو است. از این رو می‌توان آن را به محصولات لبنی و پودینگ‌ها افزود تا اثر شیر را که موجب تشکیل خلط در گلو می‌شود خنثی کرده و به گوارش آن نیز کمک کند.
دانه‌های هل خاصیت داروی اکسپکتورانت را دارد و سینوس‌ها و برونش‌ها، بینی و سینه را از خلط و ترشحات اضافی پاک می‌کنند.
هل چنان‌که ذکر شد خواص گرمابخش و انرژی زا دارد از این رو به بهبود روحیه و بازیابی انرژی و توان از دست رفته کمک می‌کند، اضطراب و نگرانی را کاهش می‌دهد و در رفع افسردگی مؤثر است.
هل همچنین کلیه‌ها را تقویت می‌کند و گفته می‌شود برای درمان شب ادراری کودکان مفید است. البته مصرف زیاد آن تپش قلب را افزایش می‌دهد.

## خواص هل به‌طور کامل
1. درمان هالیتوسیس یا تنفس بدبو: یکی از مشکلات رایج مردم داشتن بوی بد دهان می‌باشد. تحقیقات نشان داده است دانه‌های هل باعث از بین رفتن باکتری دهان می‌شود و می‌تواند درمان مؤثری برای مشکل تنفس بدبو باشد. به همین دلیل از هل در صنعت آدامس سازی استفاده می‌شود.[۲]
2. جلوگیری از سرطان: تحقیقات حیوانی نشان داده است که مصرف هل می‌تواند باعث کند شدن رشد سلول‌های سرطانی شود. هل دارای دو ماده به نام لیمونن و سینئول می‌باشد که دارای خواص ضد سرطانی می‌باشد.

۳- کاهش فشارخون: تحقیقات نشان داده است که مصرف روزانه ۳ گرم هل در روز طی مدت ۱۲ هفته می‌تواند در کاهش فشارخون اثرگذار باشد.

## نگارخانه

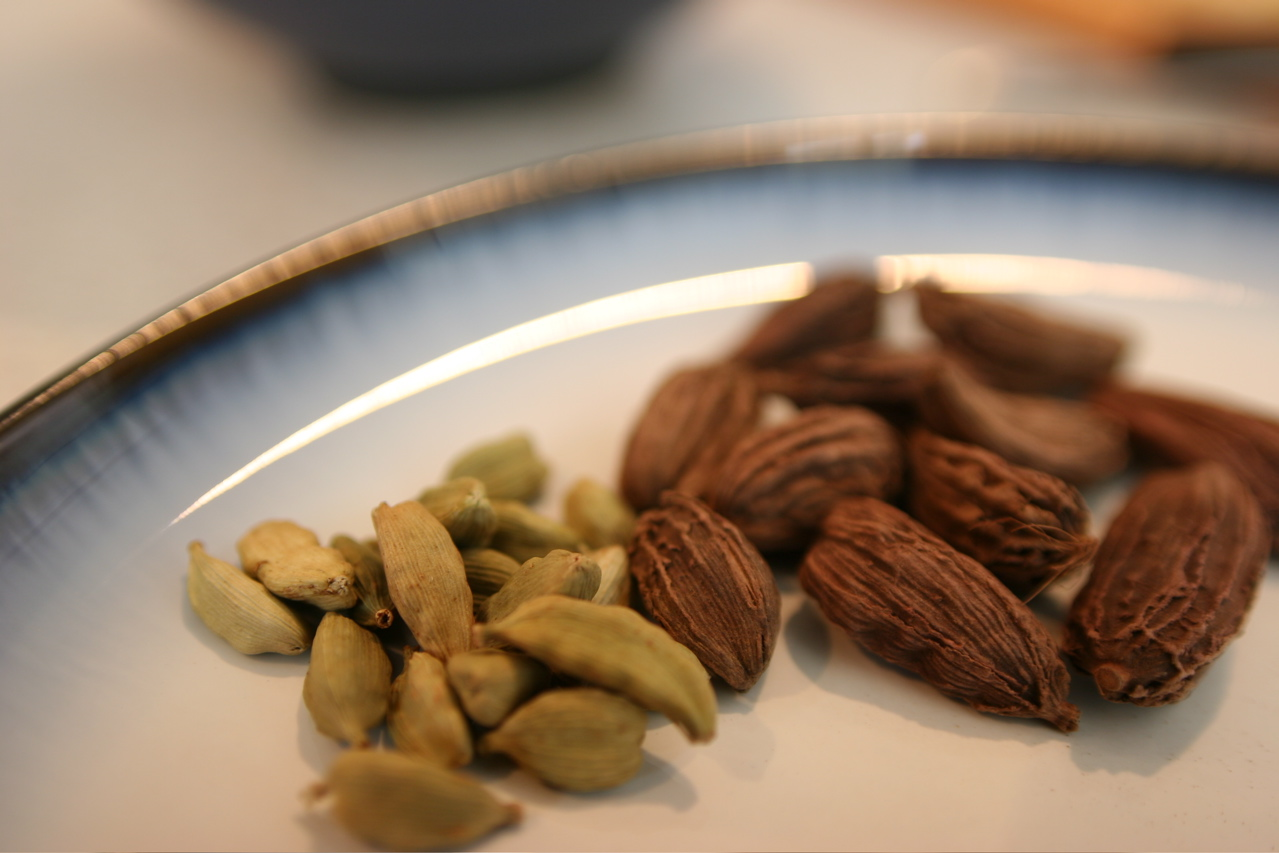
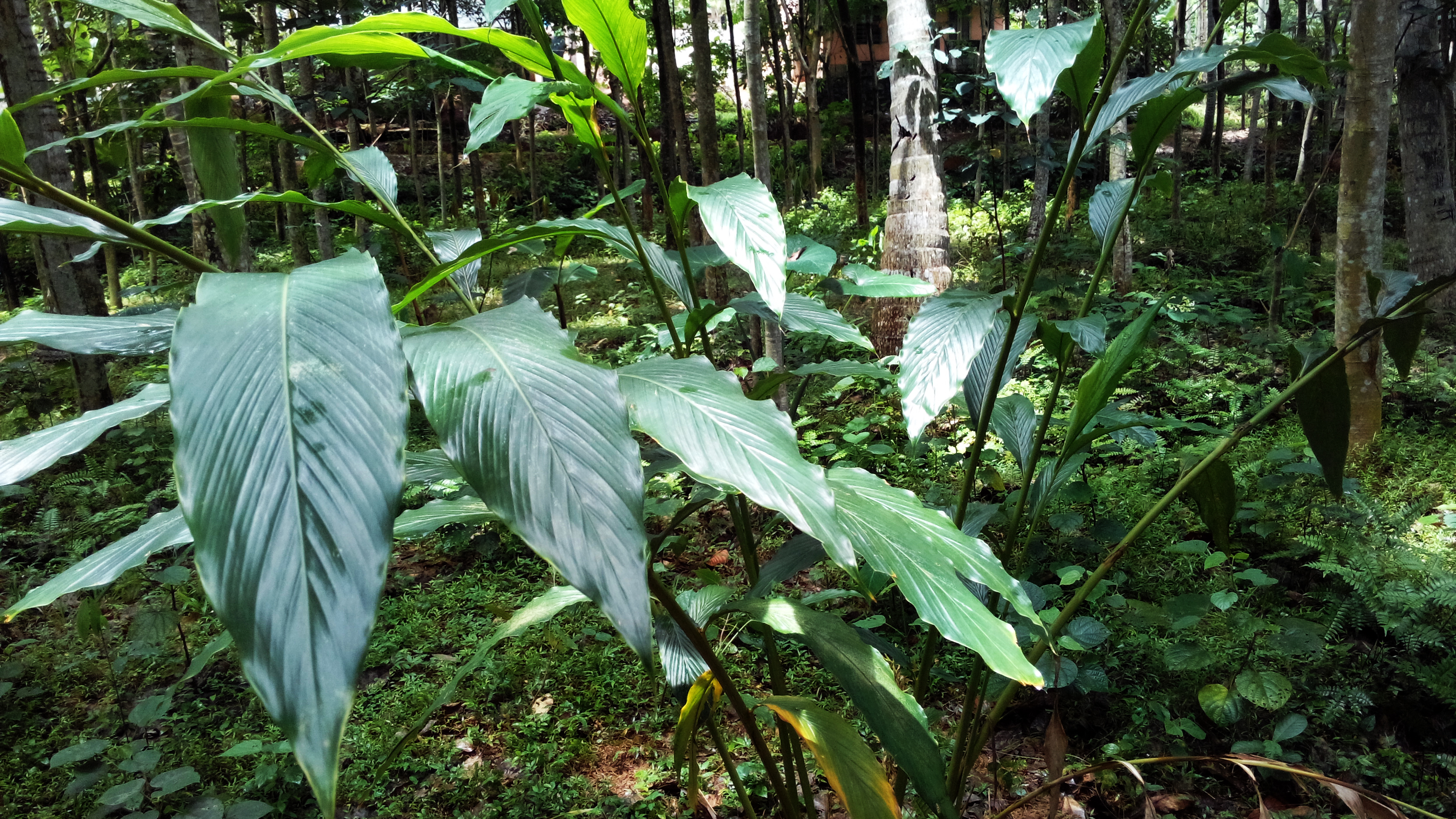
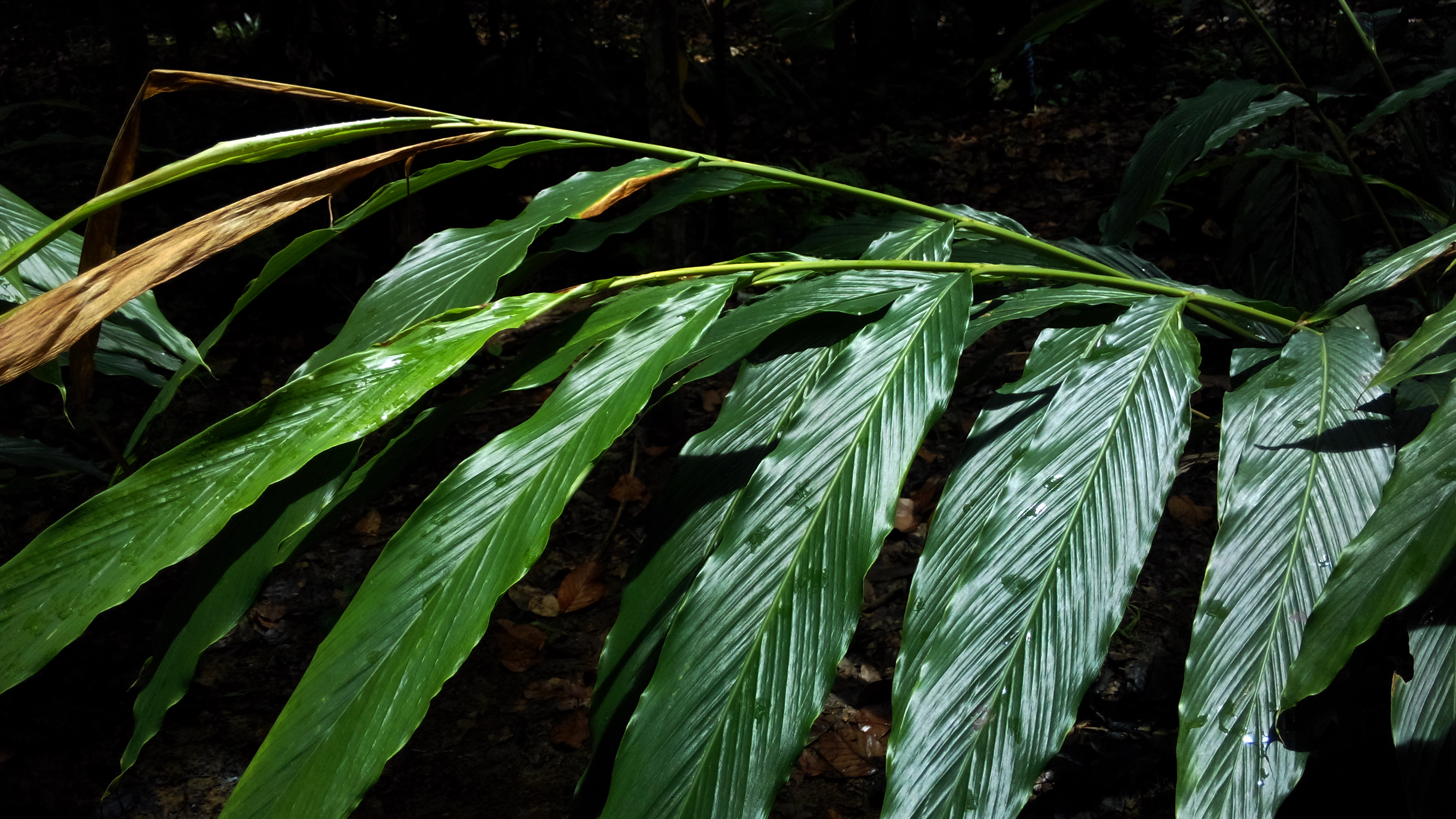
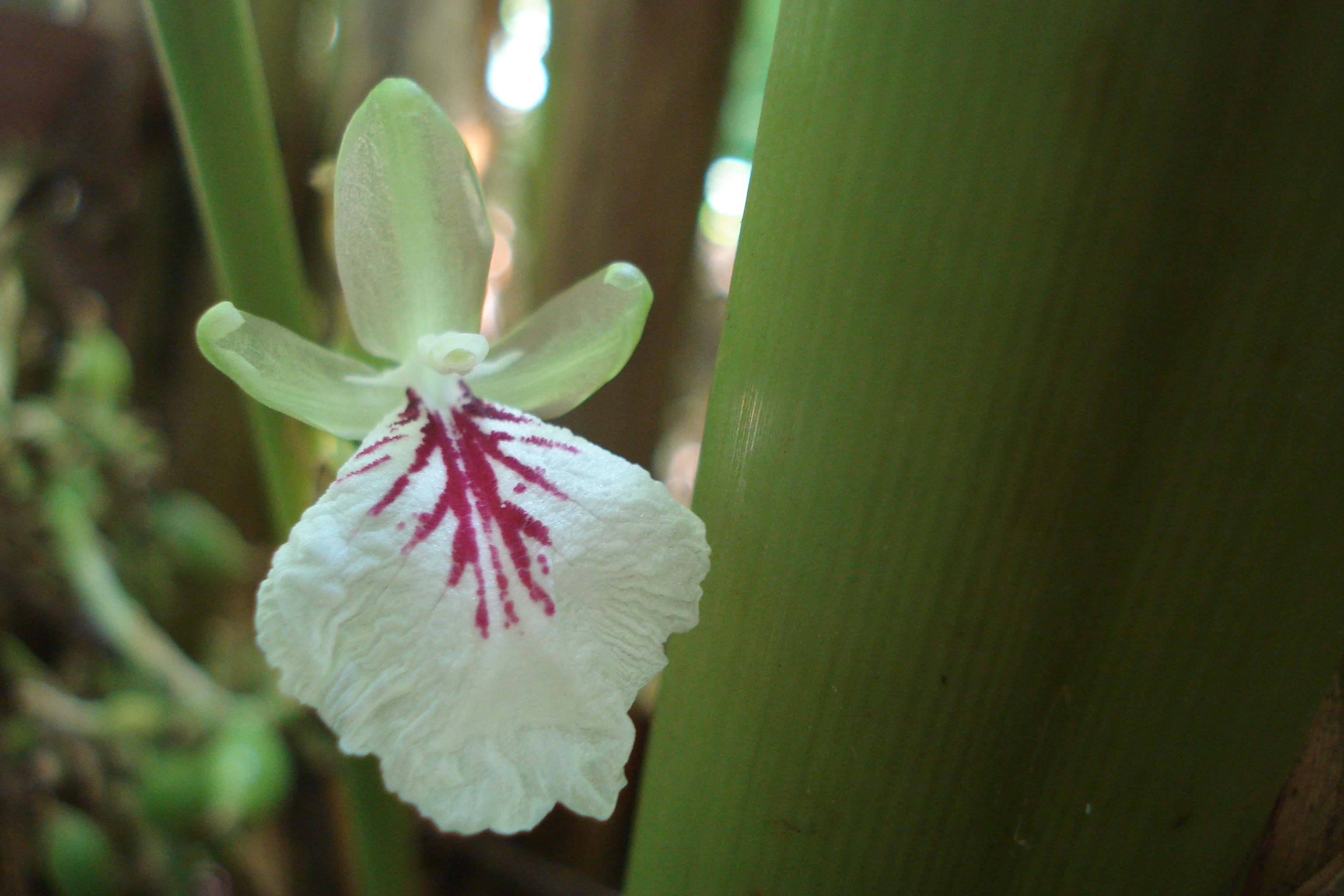
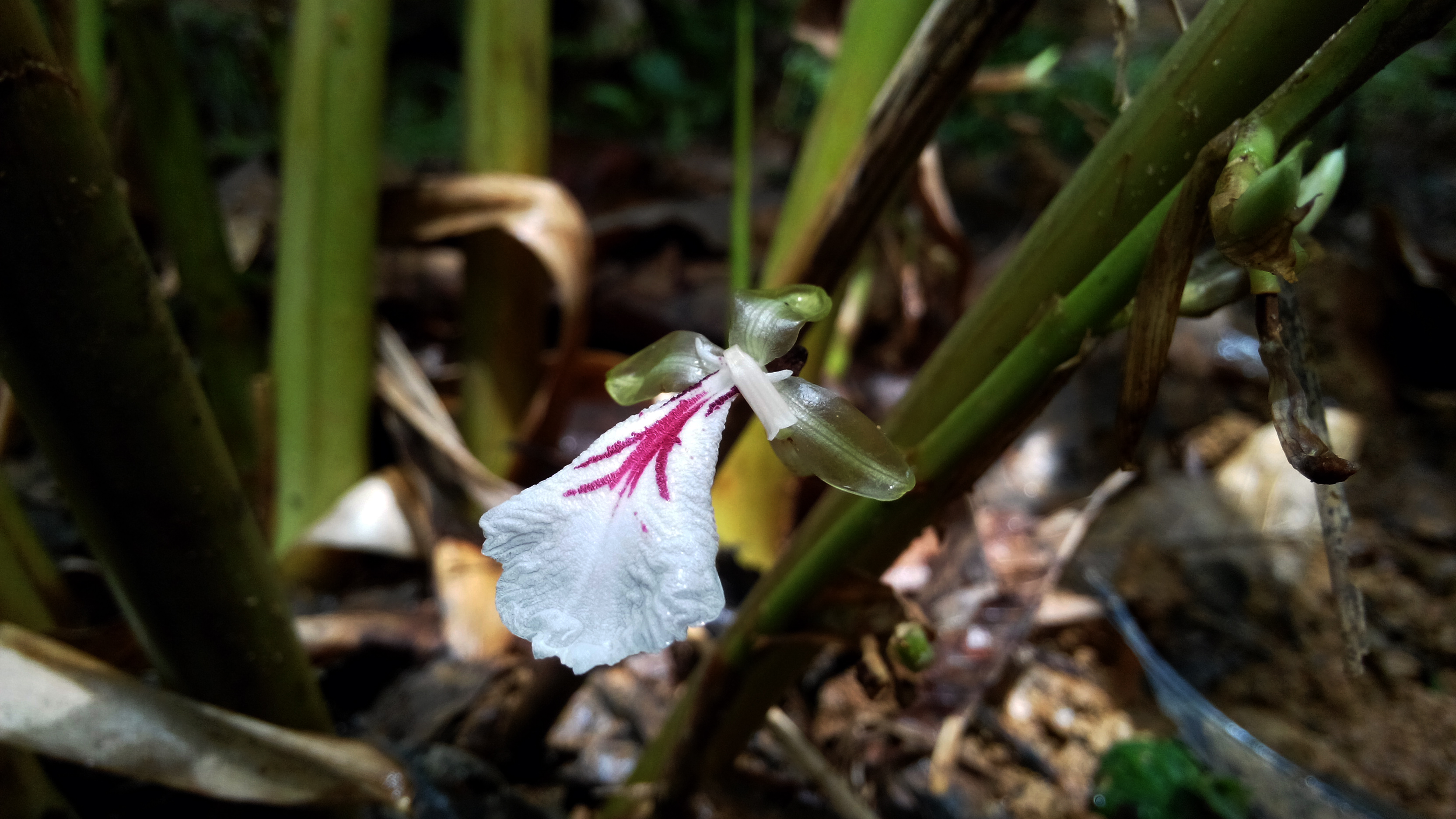
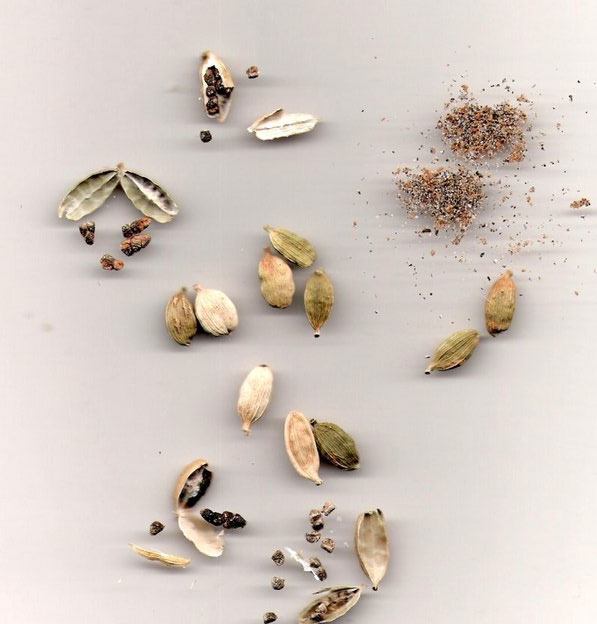
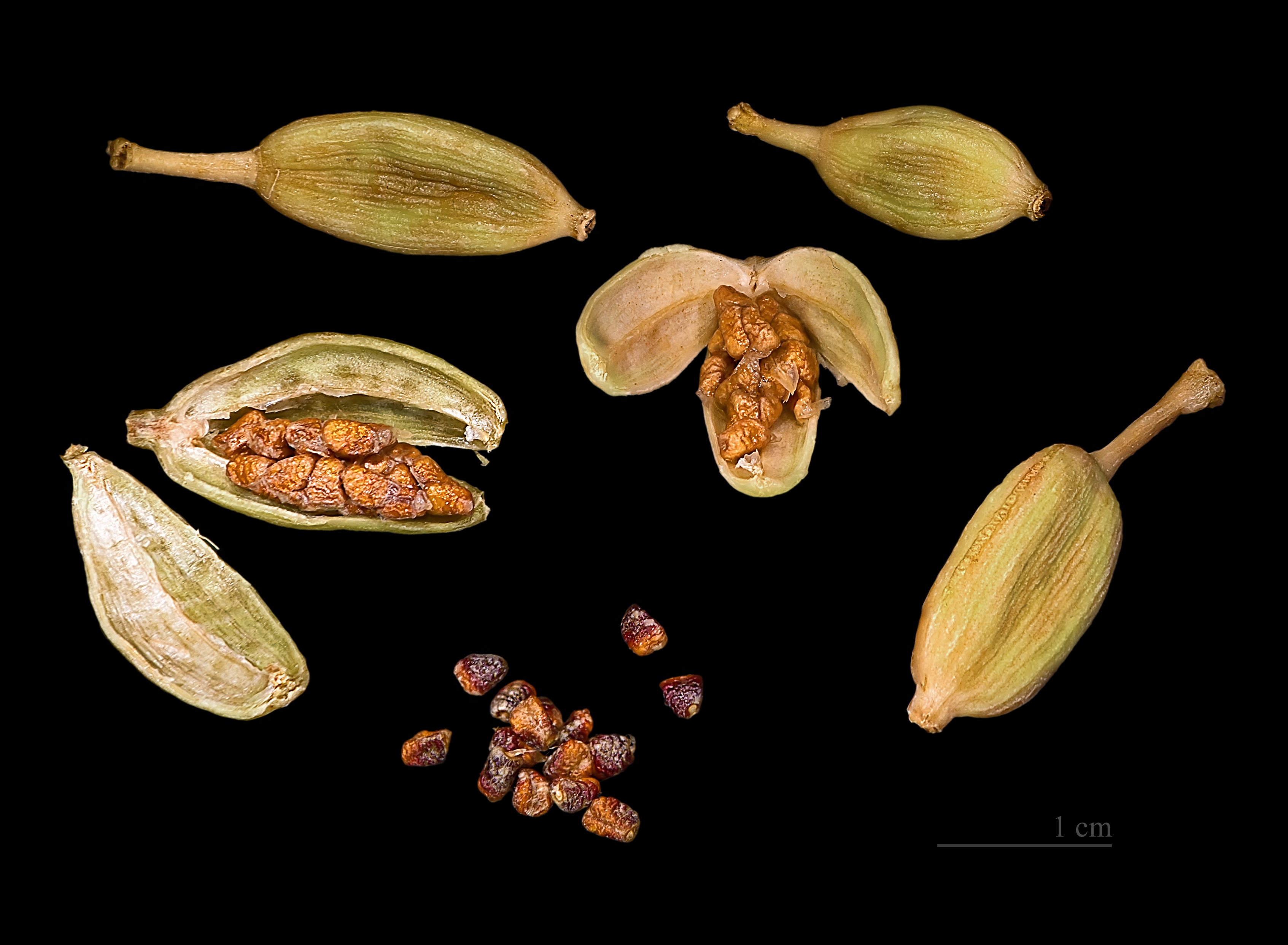
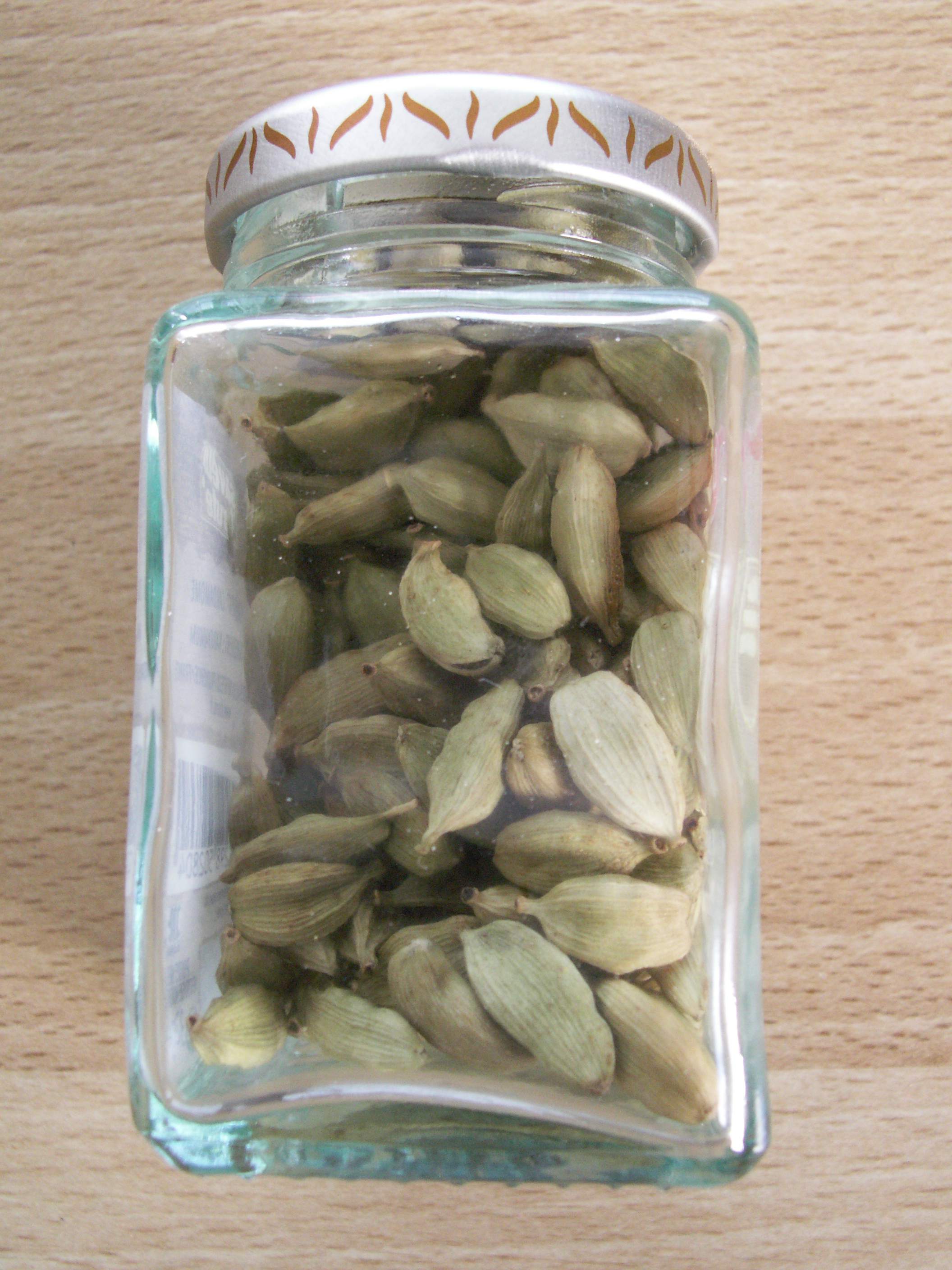
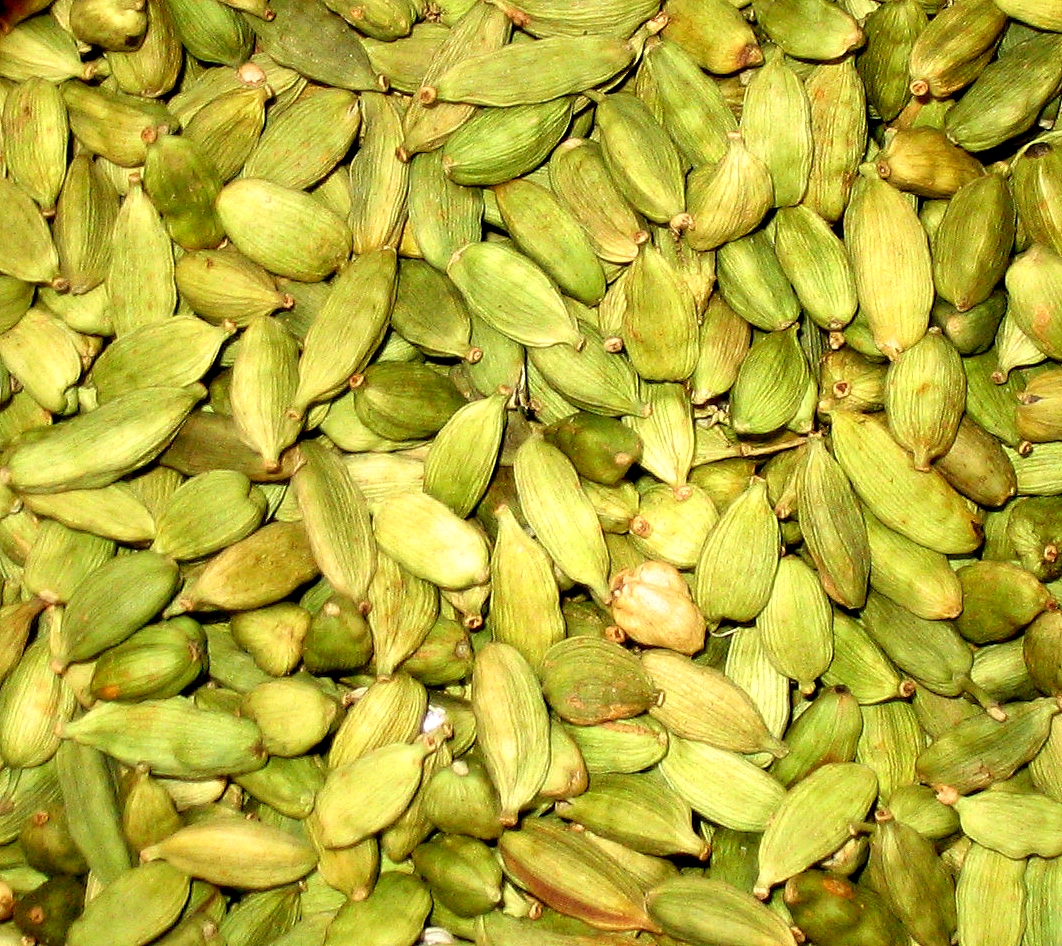